# الكنيسة المارادونية
الكنيسة المارادونية (بالإسبانية: Iglesia Maradoniana)‏ والتي تعرف أيضاً باسم كنيسة مارادونا، هي كنيسة ذو طابع ديني تهكمي، تم تكريسها في مدينة روساريو بالأرجنتين على اسم لاعب كرة القدم الأرجنتيني دييغو مارادونا  والتي تعتبره من صور الرب على الأرض أو الرب ذاته، وقد أسسها محبوه في 30 أكتوبر عام 1998 وهو يوافق ذكرى ميلاد اللاعب. ولذلك يحتفل الآلاف من منتسبي الكنيسة كل عام بـ«كريسماس مارادونا» أو عيد ميلاد مارادونا في كنيسته في روساريو مثلما يحتفل المسيحيون بعيد ميلاد المسيح في كنيسة المهد في القدس.

## تاريخ
يرجع عشق كثير من محبي كرة القدم من الأرجنتينيين لمارادونا إلى هدفه الذي سجله في مرمى منتخب إنجلترا في كأس العالم 1986، عندما قام مارادونا بمراوغة ستة لاعبين من المنتخب الإنجليزي ثم حارس المرمى بيتر شيلتون  لينتقم مارادونا -بحسب الكثيرين- بهذا الهدف من الإنجليز لرد اعتبار هزيمة القوات الأرجنتينية من القوات البريطانية في حرب جزر الفوكلاند عام 1982. لدرجة أعتبره البعض أنه الإله مارادونا. خاصة عندما علّق على هذا الهدف وقال:
| الكنيسة المارادونية | إن يد الرب هي التي أحرزت هذا الهدف. | الكنيسة المارادونية |

وانتهت المباراة بفوز الأرجنتين على إنجلترا بهدفين لهدف. وعندما أحرز مارادونا هذا الهدف بدا وكأنه أحرزه بضربة رأس، غير أنه استخدم يده في رأي البعض، الأمر الذي دفع بلاعبي المنتخب الإنجليزي إلى الاحتجاج بقوة، غير أن الحكم رفض اعتراضات الإنجليز.
في ذكرى ميلاد مارادونا يوم 30 أكتوبر 1998، اقترح الصحفيان أليخاندرو فيرون وهيرنان آميس بابتكار دين جديد يقوم على عبادة لاعب كرة قدم لأول مرة.

## الوصايا العشر
للكنيسة عشر وصايا خاصة بها، على غرار التي نزلت على النبي موسى كما ذُكر في التوراة، وهي:
1. الكرة لا يمكن أن تُلطّخ.
2. حِبّ لعبة كرة القدم أكثر من أي شيء.
3. أعلن عن حبك غير المشروط لكرة القدم.
4. دافع عن ألوان الأرجنتين.
5. بَشّر بكلمات «دييغو مارادونا» في جميع أنحاء العالم.
6. صلّي في الأماكن التي بشّر فيها بالعباءات المقدسة.
7. لا تُشهر اسم دييغو في نادي واحد.
8. اتبع تعاليم الكنيسة المارادونية.
9. أطلق اسم دييغو على مولودك الجديد.
10. لا تكن شخص متهوّر ولا تسمح للسلحفاة بأن تهرب.

## الصلاة الربانية الخاصة بالكنيسة
نص الصلاة التي تُصلى لدييغو مارادونا:
| الكنيسة المارادونية | دييغو، الذي في الملاعب، لتتقدس يدك اليسرى، لتجلب لنا سحرك، لتكن أهدافك كما في السماء كذلك على الأرض، أعطنا بعض السحر كل يوم، اغفر للإنجليز كما نحن غفرنا لمافيا نابولي، ولا تدع نفسك منشغل بالتسلل لكن حررنا من هافيلانج وبيليه. دييغو | الكنيسة المارادونية |

## قانون الإيمان
| الكنيسة المارادونية | بالحقيقة أؤمن بدييغو، لاعب كرة القدم العظيم، خالق السحر والعاطفة. أؤمن بالزغب الذي لدى ربنا، الذي ولد به بفضل من توتا ودون دييغو. ولد في فيلا فيوريتو، عانوا في ظل قوة هافيلانج، وصلب ومات وعومل معاملة سيئة. وقف تنفيذها في المحاكم. قطعوا الساقين. لكنه تحول ورفع في فترة وجوده. سيكون في قلوبنا إلى الأبد والخلود. نعم نؤمن بروح كرة القدم، وبكنيسة واحدة مقدسة مارادونية، والهدف في المنتخب الإنجليزي. ونعترف بالقدم اليسرى السحرية، والمراوغة الشيطانية الأبدية، والخالد دييغو. دييغو. | الكنيسة المارادونية |

## الأعياد
تحتفل الكنيسة بعيدين في السنة:
- 30 أكتوبر: يوم رأس السنة المرادونية، وهو يوافق عيد ميلاد مارادونا، ويتجمع عشاق مارادونا داخل الكنيسة يوم مولده وهم يتغنون باسمه أمام صوره وتماثيله وهم يؤدون طقوس دينية تتشابه وأداء الطقوس الدينية داخل الكنائس المسيحية.[10]
- 22 يونيو: يوم الاحتفال بهزمية إنجلترا من الأرجنتين في كأس العالم لكرة القدم عام 1986.